# Ralph Waldo Emerson
Ralph Waldo Emerson (Boston, Massachusetts, 25 de mayo de 1803-Concord, Massachusetts, 27 de abril de 1882) fue un escritor, filósofo y poeta estadounidense. Líder del movimiento del trascendentalismo a principios del siglo XIX, sus enseñanzas contribuyeron al desarrollo del movimiento del «Nuevo Pensamiento», a mediados del siglo XIX.

## Primeros años
Nació en Boston, Massachusetts, el 25 de mayo de 1803, hijo de Ruth Haskins y William Emerson, un ministro unitario. Fue llamado Ralph como el hermano de su madre, y Waldo como el padre de su bisabuela. Fue el segundo de cinco hijos que sobrevivieron hasta la edad adulta; los otros fueron William, Edward, Robert Bulkeley y Charles. Los otros tres niños —Phebe, John Clarke y Mary Caroline— murieron en edad temprana.
El padre era un pastor unitarista que murió por un cáncer de estómago casi dos semanas antes que Emerson cumpliera ocho años, dejando a su familia en una absoluta pobreza, de la que salieron aceptando la caridad y admitiendo huéspedes. Fue criado por su madre, con la ayuda de otra mujer de la familia, su tía Mary Moody Emerson, que tuvo un efecto particular en Ralph. Vivió algunas temporadas con la familia y mantuvo con Emerson una constante correspondencia hasta su muerte en 1863. Su madre se las arregló para que todos sus hijos pudieran ser admitidos en la Universidad de Harvard con becas, y allí fue a parar Ralph Waldo cuando contaba catorce años.
Su enseñanza formal comenzó en la Boston Latin School en el año 1812, cuando él tenía 9. En octubre de 1817, cuando tenía 14 años, fue al Harvard College y fue elegido como mensajero aprendiz a las órdenes del presidente de la institución. Su tarea era acusar a sus compañeros en sus actividades delictivas informándolo a la facultad. Entretanto, Emerson comenzó a llevar una lista de los libros que había leído y comenzó un diario en una serie de anotadores que serían llamados Wide World. Realizó trabajos extra para cubrir sus gastos escolares, incluido el de mozo para los Junior Commons y ocasionalmente trabajando como maestro con su tío Samuel en Waltham, Massachusetts.
En la universidad empezó su famoso Diario, una antología y centón de pasajes que le sorprendían o admiraban en sus lecturas, con sus correspondientes comentarios que terminó alcanzando los 182 volúmenes y que sería la base de donde extraería sus obras posteriores, desde sus sermones hasta sus conferencias y ensayos. Tras obtener su título con un expediente académico mucho más discreto que los de sus hermanos, ayudó a su hermano William en una escuela de señoritas que había establecido en la casa de su madre, después de haber fundado su propia escuela en Chelmsford, Massachusetts.
Cuando su hermano William partió a Gotinga para hacer estudios de teología, Emerson asumió la dirección de la escuela, lo que aseguró su manutención largos años y le dejó tiempo suficiente para estudiar teología en la Harvard Divinity School y convertirse asimismo en pastor unitario en 1829.
El hermano de Emerson, Edward, dos años más joven que él, entró a la oficina del abogado Daniel Webster después de haberse graduado en Harvard. La salud psíquica de Edward comenzó a deteriorarse y rápidamente sufrió un colapso mental; fue llevado al asilo McLean en junio de 1828, a la edad de 23 años. A pesar de que recuperó su equilibrio mental, murió en 1834 por una tuberculosis que aparentemente arrastraba de tiempo atrás. Otro de sus brillantes y prometedores hermanos, Charles, nacido en 1808, murió en 1836, también de tuberculosis, siendo la tercera persona de su círculo cercano en morir en un período de pocos años.
Conoció a su primera esposa, Ellen Louisa Tucker, en Concord, New Hampshire, el día de Navidad de 1827, casándose cuando ella tenía solo 18 años. La pareja se mudó a Boston, junto a la madre de Emerson, quien viajó con ellos para cuidar de Ellen que ya sufría de tuberculosis. Menos de dos años después, Ellen moría a la edad de 20 años el 8 de febrero de 1831, después de exhalar sus últimas palabras: «No olvidé la paz y la alegría». En una anotación en su diario con fecha del 29 de marzo de 1832, Emerson escribió, «Visité la tumba de Ellen y abrí su lecho».
Emerson fue invitado por la Second Church (Iglesia de corte unitario) para servir de pastor agregado e ingresó en la orden el 11 de enero de 1829. Su salario inicial fue de 1200 dólares, creciendo a 1400 en julio, y junto a sus responsabilidades en la iglesia tomó otras: fue capellán de la legislatura en Massachusetts y miembro del comité de la escuela de Boston. Estas actividades lo mantuvieron ocupado, a pesar de que en este período, enfrentando la cercana muerte de su esposa, comenzó a dudar de sus propias creencias.
Después de la muerte de su esposa, comenzó a estar en desacuerdo con los métodos de la Iglesia, escribiendo en su diario en junio de 1832: 

Pensé muchas veces que, para ser un buen ministro, era necesario abandonar el ministerio. La profesión es anticuada. En una edad alterada, veneramos las formas muertas de nuestros antepasados.

 Sus desacuerdos con la Iglesia oficial sobre la administración del servicio de la Comunión y por las sospechas sobre los rezos públicos, lo llevaron a su dimisión en 1832 tras un conflicto con los dirigentes de esta iglesia. Como escribió: 

Este modo de conmemorar a Cristo no es adecuado, a mí no me cierra. Esa es razón suficiente para abandonar el oficio.

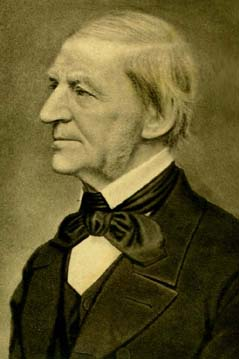
Ralph Waldo Emerson.

Como había apuntado un alumno de Emerson «Quitando el decente traje negro del pastor, era libre para elegir el traje del lector y del maestro, siendo un pensador no encerrado en los límites de una institución y sus tradiciones».
De hecho, su hermano mayor William había regresado de Gotinga tan atónito por lo que había aprendido de la nueva crítica histórica de la Biblia que había abandonado la teología y había empezado a estudiar Derecho. Emerson dejó de creer posible el fundamentar la religión en pruebas empíricas.
En su último año en Harvard, Emerson decidió tomar su nombre del medio, Waldo. Asistió a la Clase de Poesía; como era habitual, presentó un poema original en el Harvard’s Class Day, un mes antes de su graduación oficial el 29 de agosto de 1821, cuando tenía 18 años. No se destacó como estudiante y se graduó con el promedio exacto de su promoción de 59 alumnos.
En 1826, enfrentado a una salud que declinaba, Emerson partió en busca de climas calurosos. Fue en primer lugar a Charleston, sur de Carolina, pero encontró que el clima era todavía muy frío. Fue entonces todavía más al sur, a St. Augustine, donde daba largas caminatas por la playa y comenzó a escribir poesía. Allí conoció al Príncipe Achille Murat. Murat, sobrino de Napoleón Bonaparte, solo era dos años mayor que él; se convirtieron en grandes amigos y disfrutaban mutuamente de su compañía. Los dos se enzarzaban en esclarecedoras discusiones sobre religión, filosofía y gobierno. Emerson consideró más tarde a Murat como una figura importante en su desarrollo intelectual.
Mientras estuvo en St. Augustine tuvo su primera experiencia con la esclavitud. En cierta ocasión, presenció un encuentro de la Bible Society mientras se realizaba una subasta de esclavos en el jardín. Escribió: «Una oreja por ese entonces escuchaba las lindas noticias de la buena nueva, mientras que la otra era agasajada con “Vamos, señores, vamos!”».

## Primer viaje a Europa
Hizo un largo viaje por Europa entre 1832 y 1833; salió a bordo del Jasper el día de Navidad de 1832, yendo hasta Malta. Pasó varios meses en Italia, visitando Roma, Florencia y Venecia, entre otras ciudades. Estando en Roma, se encontró con John Stuart Mill, quien le dio una carta de recomendación para conocer a Thomas Carlyle. Fue hacia Suiza, arrastrado por un grupo de pasajeros para visitar la casa de Voltaire en Ferney «protestando todo el camino por el desprecio de su memoria».
Se detuvo en París, «una especie de Nueva York ruidosa y moderna», donde visitó el «Jardín de las Plantas», Museo de Historia Natural. Se vio realmente conmovido por la organización de las plantas de acuerdo con el sistema de clasificación de Jussieu, y por la forma en que todos los objetos estaban relacionados y conectados. Como dice Richardson, «El momento de Emerson de penetración entre las interconexiones de las cosas del Jardin des Plantes fue un instante de una intensidad casi visionaria, que lo llevaron lejos de la teología y lo arrastraron a la ciencia».
Mudándose al norte hacia Inglaterra, conoció a William Wordsworth, Samuel Taylor Coleridge y Thomas Carlyle. Carlyle en particular ejerció una gran influencia sobre Emerson, quien sería más tarde —aunque de manera no oficial— su agente literario en los Estados Unidos. En marzo de 1835 trató de convencer a Thomas para viajar a Estados Unidos en función de algunas lecturas. Los dos mantendrían correspondencia hasta su muerte.

## Regreso a Estados Unidos
Regresó a los Estados Unidos el 9 de octubre de 1833, y se mudó con su madre a Newton, Massachusetts, para vivir con su abuelo el doctor Ezra Ripley en una casa que sería llamada más tarde The Old Manse. Viendo el crecimiento del movimiento del Lyceum, que daba conferencias sobre todo tipo de temas, Emerson creyó en la posibilidad de una carrera como catedrático. El 5 de noviembre de 1833, dio la que sería la primera de más de 1500 conferencias, discutiendo los Usos de la Historia Natural en Boston. Esta era una explicación extendida de sus experiencias en París. En esta conferencia, sentó las bases de sus más importantes creencias e ideas que más tarde desarrollaría en su primer ensayo publicado sobre la Naturaleza:

Nature is a language and every new fact one learns is a new word; but it is not a language taken to pieces and dead in the dictionary, but the language put together into a most significant and universal sense. I wish to learn this language, not that I may know a new grammar, but that I may read the great book that is written in that tongue.
La naturaleza es un lenguaje y cada nuevo hecho aprendido es una nueva palabra; pero este no es un lenguaje desarmado y muerto en un diccionario, sino un lenguaje puesto en conjunto en un sentido significativo y universal. Deseo aprender este lenguaje, no para conocer una nueva gramática, sino para poder leer el gran libro escrito en esa lengua.

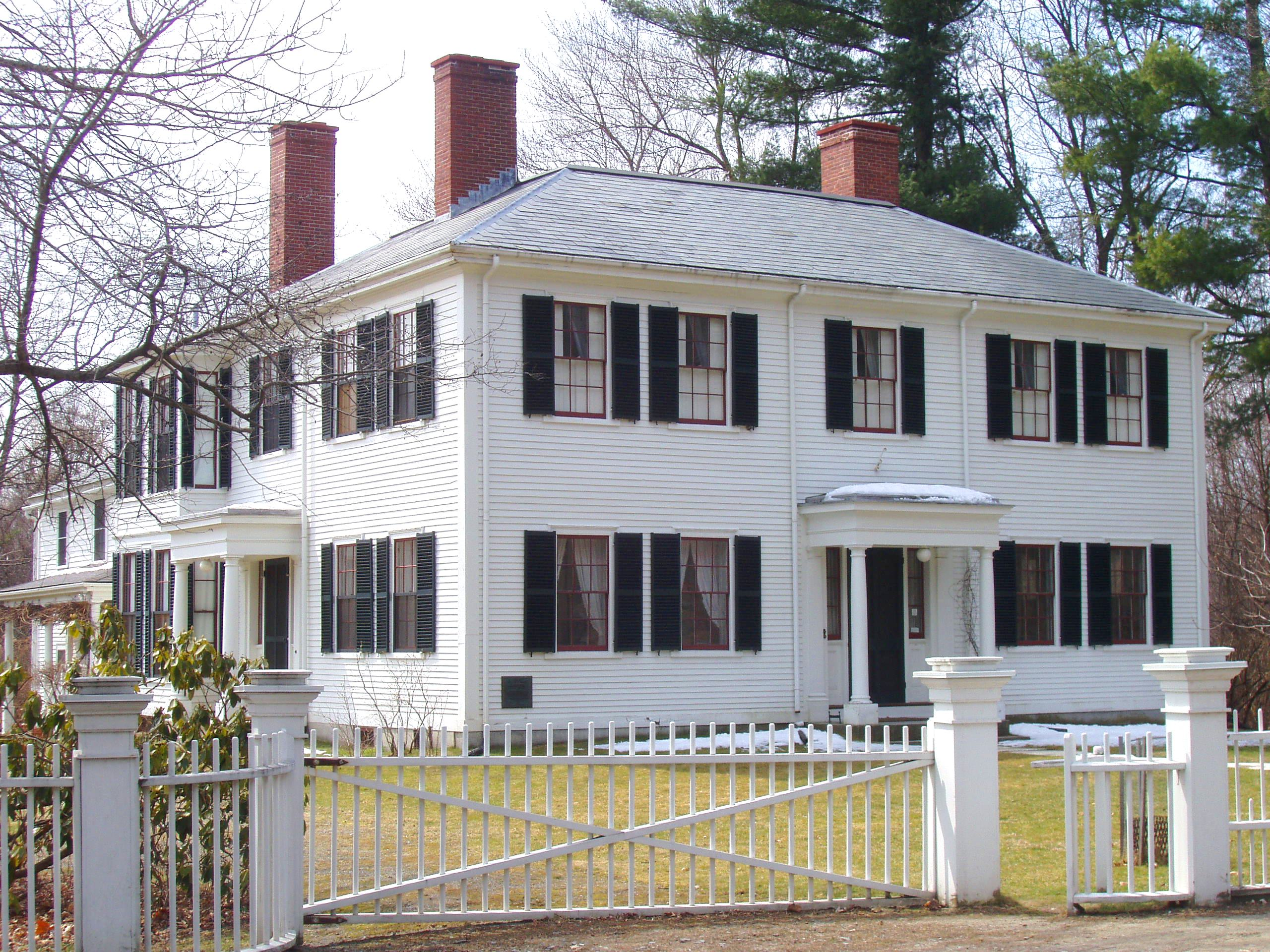
Casa de Ralph Waldo Emerson en Concord (Massachusetts).

El 24 de enero de 1835, Emerson escribió una carta a Lydia Jackson proponiéndole matrimonio. Su confirmación le llegó por correo cuatro días después. En julio de 1835, compró una casa en la carretera de Cambridge y Concord en Concord (Massachusetts), a la que llamó Bush; ahora se encuentra abierta al público como la «casa de Ralph Waldo Emerson». Rápidamente se convirtió en una de las personalidades de la ciudad. Dio una lectura para conmemorar el bicentenario del pueblo de Concord el 12 de septiembre de 1835. Dos días más tarde se casó con Lydia Jackson en su pueblo natal de Massachusetts, mudándose a su nueva casa junto a su flamante esposa y su madre el 15 de septiembre.
Emerson cambió rápidamente el nombre de su esposa por el de Lidian, y la llamaría Queenie, y a veces Asia, y ella lo llamaba Mr. Emerson. Sus hijos fueron Waldo, Ellen, Edith y Edward Waldo Emerson. Ellen fue llamada como su primera esposa, por sugerencia de Lidian.
Emerson era pobre cuando estaba en Harvard, y más tarde se hizo cargo de su familia para el resto de su vida. Heredó una buena suma de dinero después de la muerte de su primera esposa, a pesar de que tuvo que interponer una demanda a la familia Tucker para obtenerla. Recibió 11.600 dólares en mayo de 1834, y más tarde 11.674 en julio de 1837.
El 8 de septiembre de 1836, la víspera de la publicación de Naturaleza, Emerson se encontró con Henry Hedge, George Putnam y George Ripley para planear encuentros periódicos para otros intelectuales de su estilo. Este fue el comienzo de su Club Trascendental, que sirvió como centro del movimiento. Su primer encuentro oficial fue realizado el 19 de septiembre de 1836. El 1 de septiembre de 1837, algunas mujeres asistieron al encuentro del Club Trascendental por primera vez. Emerson invitó a cenar a Margaret Fuller, Elizabeth Hoar y Sarah Ripley en su propia casa antes del encuentro para asegurarse que fuesen «presentables» para el encuentro nocturno. Fuller resultaría ser una figura vital en el Trascendentalismo.

## Publicaciones
Publicó de forma anónima su primer libro, Nature (Naturaleza), el 9 de septiembre de 1836, en el que exponía los fundamentos de su filosofía. 
Entabló gran amistad con el escritor y filósofo Henry David Thoreau. A pesar de que se habían encontrado en 1835, en el invierno de 1837 Emerson le preguntó: «¿Llevas anotaciones en un diario?». La cuestión se convirtió en una inspiración constante para Thoreau. El propio diario personal de Emerson, que fue publicado póstumamente por la Harvard University Press entre 1909 y 1914, se convirtió en un diario de 16 volúmenes en la compilación definitiva publicada entre 1960 y 1982. Algunos estudiosos consideran el diario de Emerson como su obra clave. En marzo de 1837 Emerson dio una serie de conferencias en el Templo Masón para la Filosofía de la Historia de Boston. Esta fue la primera oportunidad en que organizó una serie de conferencias por cuenta propia, y fue el comienzo de una seria carrera como conferenciante. Las ganancias de esta serie de discursos fueron mucho más grandes que las anteriores organizadas por alguna organización, y Emerson a partir de aquí comenzaría a organizar él mismo sus charlas a lo largo de su vida. Daría finalmente hasta 80 clases magistrales por año, viajando por el norte de los Estados Unidos. Viajó por San Luis, Des Moines, Mineápolis y California.
El 31 de agosto de 1837 pronunció un discurso, ahora famoso, en la sociedad Phi Beta Kappa, The American Scholar (El estudiante americano), luego conocido como An Oration, Delivered before the Phi Beta Kappa Society at Cambridge. Fue recogido para un colección de ensayos (que incluían la primera edición de Naturaleza) en 1849. Los amigos lo incitaron a publicar la charla, y así lo hizo, por su propia cuenta, en una edición de 500 copias que se agotaron en un mes. En este discurso, Emerson declaró la independencia literaria en los Estados Unidos y llamó a los americanos a crear un estilo propio, independiente del Europeo, consigna que Walt Whitman tomaría como uno de sus principales propósitos literarios. James Russel Lowell, estudiante de Harvard en esa época, lo llamó «un evento sin paralelo en nuestros anales literarios». Otro miembro de la audiencia, el reverendo John Pierce, lo llamó «un discurso en apariencia incoherente e ininteligible».
El 15 de julio de 1838 fue invitado al Divinity Hall de la Harvard Divinity School para el discurso de graduación, que pasó a ser conocido como su The Divinity School Address (Discurso en la facultad de Teología), decisivo para la historia del unitarismo. Recogió algunos de estos trabajos, discursos y conferencias en su primer libro de Ensayos (1841). Insólitamente para tratarse de un producto filosófico de origen norteamericano, pronto se tradujeron al francés y al alemán y fueron respetuosamente reseñados en la publicación francesa Revue des Deux Mondes.
Emerson descreyó de los milagros bíblicos y proclamó que aunque Jesús fue un gran hombre, no fue Dios: la cristiandad histórica, dijo, convirtió a Jesús en un «semidiós, como los Orientales o los Griegos describieron a Osiris o Apolo». Sus comentarios enfurecieron al establishment y la comunidad protestante. Por esto, fue denunciado como un ateo y un envenenador de las mentes de los jóvenes. A pesar de las duras críticas, no dio respuestas, dejando en otros la tarea de defenderlo. No fue invitado a Harvard para otro acto oratorio durante treinta años.
El grupo transcendental comenzó a publicar su diario de batalla, The Dial, en julio de 1840. Planearon el diario en octubre de 1839, pero el trabajo no comenzó hasta la primera semana de 1840. George Ripley fue su editor general y Margaret Fuller la primera editora, siendo elegida a dedo por Emerson luego de que muchos otros rechazaran el puesto. Fuller se quedó en el puesto dos años hasta que Emerson se hizo cargo, utilizando el diario para promover a jóvenes escritores con talento como Ellery Channing y Thoreau.
En 1841 publicó su segundo libro, Ensayos, que incluía su famoso escrito Autocontrol. Su tío lo llamó un «extraño rejunte de ateísmo y falsa independencia», pero tuvo críticas favorables en Londres y París. Este libro y su buena recepción fue el que mayor contribuyó a la fama internacional de Emerson.
Perdió a su primogénito Waldo por la escarlatina en enero de 1842. Su dolor le inspiró dos obras principales: el poema Threnody y el ensayo Experience (Experiencia). En el mismo año nació William James y Emerson aceptó ser su padrino.
Influido por la filosofía racionalista y romántica alemana que conoció a través de Carlyle y por el hinduismo que le hizo estudiar su amigo Max Müller, Emerson proponía el trascendentalismo, una vía intuitiva basada en la capacidad de la conciencia individual, sin necesidad de milagros, jerarquías religiosas ni mediaciones. Después participó con otros intelectuales en la fundación de la revista The Dial, cuyo primer número salió en 1840 para ayudar a la propagación del Trascendentalismo, y que se editaría ininterrumpidamente hasta 1844.
En 1846 publicó Poemas. Reunió sus conferencias sobre grandes figuras de la historia y de la cultura en Hombres representativos (1850); El sentido de la vida (1869), fue el primero de sus libros en obtener un éxito inmediato; incluye los ensayos Poder, Riqueza, Destino y Cultura. Después publicó un segundo poemario, Día de mayo y otros poemas (1867). Su producción se reduce desde entonces, aunque su fama de escritor ya era enorme. Sociedad y soledad (1870) es otra colección de conferencias y en Parnaso (1874) recoge sus poemas favoritos. Otras obras son Cartas y objetivos sociales (1876) e Historia natural del intelecto (1893).
La filosofía de Emerson es típicamente liberal: potencia los valores del individuo y del yo, es afirmativa, vitalista y optimista. De ahí las alabanzas que mereció por parte de pensadores como Friedrich Nietzsche y otros. Es considerado uno de los primeros ensayistas norteamericanos; publicó dos series de este tipo de escritos, entre los cuales destacan títulos como Naturaleza, Libros, Autosuficiencia, Ancianidad, Civilización americana, Historia, Confianza en sí mismo, El poeta, Compensación, Experiencia, Política o El trascendentalista.
Bronson Alcott anunció en noviembre de 1842 sus planes para encontrar «una granja de unos cien acres en excelente condición con buenas edificaciones», Charles Lane compró una granja de 90 acres en Harvard, Massachusetts, en mayo de 1843 para lo que se convertiría en Fruitlands, una comunidad utópica basada en ideales basados en el Trascendentalismo. La granja se manejaría sobre la base de un esfuerzo común, sin animales como labranza; sus miembros no comerían carne ni usarían lana.
Emerson diría más tarde sentirse «triste de corazón» por no encajar personalmente en el proyecto. A pesar de eso, sintió que Fruitlands no se convertiría en un proyecto exitoso. «Toda su doctrina es espiritual» escribió, «pero terminan siempre pidiendo plata y tierra». Incluso Alcott admitió no estar preparado para administrar con sabiduría Fruitlands. «Ninguno de nosotros estaba preparado para llevar a la práctica la vida ideal que soñábamos. Es así que nos sentimos aislados». Luego del fracaso, Emerson ayudó a Alcott a comprar una granja para su familia.
El Dial cesó su publicación en abril de 1844; Horace Greeley dijo de él al final que fue «el más original y lúcido periódico jamás publicado en este país». Una revista no muy famosa sería publicada en 1929 bajo el mismo nombre.
En 1844 publicó su segunda colección de ensayos, titulados Essays: Second Series. Esta colección incluía El poeta, Experiencia, Regalos, y un ensayo titulado Naturaleza, un trabajo diferente del publicado en 1836 bajo el mismo nombre.
Se ganó la vida como un conferenciante popular en Nueva Inglaterra y en muchas zonas del resto del país. Comenzó sus clases en 1833; hacia 1850 daba casi 80 por año. Hablaba sobre una gran variedad de temas y muchos de sus ensayos derivaban de sus conferencias. Cobraba entre 10 y 50 dólares por aparición, otorgándole unos 2000 dólares en una temporada típica de invierno. Esto era más que sus ganancias por otros medios. En algunos años, no ganó más que 900 por unas seis conferencias, y por una serie de charlas en Boston cobró 1600 dólares. Dio aproximadamente 1500 conferencias durante su vida. Sus ganancias le permitieron expandir sus propiedades, comprando 11 acres (casi 5 ha) de tierra en Walden Pond, y unos acres más en un terreno cerca.
Emerson fue introducido a la filosofía hindú cuando leyó los trabajos del filósofo francés Victor Cousin. En 1845, los diarios de Emerson delataban que estaba leyendo el Bhagavad-gītā y los Ensayos sobre los vedas de Henry Thomas Colebrooke. Emerson fue altamente influenciado por los Vedas, y muchos de sus escritos tenían fuertes rasgos de la doctrina del no dualismo. Uno de los más claros ejemplos sobre esta influencia puede encontrarse en su ensayo intitulado The Over-soul:

Vivimos en sucesión, en división, en partes, en partículas. Mientras tanto dentro del hombre está alma del todo; el silencio sabio; la belleza universal, con la que cada parte y partícula está igualmente relacionada, el Uno eterno. Y este profundo poder en el cual existimos y cuya beatitud es completamente accesible a nosotros, no es sólo auto-suficiente y perfecta en cada hora, sino que el acto de ver y la cosa vista, el vaticinio y el espectáculo, el sujeto y el objeto, son uno. Vemos el mundo pieza por pieza, como el sol, la luna, el animal, el árbol; pero el todo, del cual estas son partes brillantes, es el alma.

## Segundo viaje a Europa
Aún hará un viaje más a Inglaterra, Escocia e Irlanda entre 1847 y 1848, para dar conferencias, donde conocerá a los poetas lakistas del primer romanticismo inglés, William Wordsworth y Coleridge; también a los filósofos John Stuart Mill y Thomas Carlyle; con este último y con Max Müller mantendrá una activa correspondencia; las biografías de Emerson Hombres representativos (1850) recuerdan los Héroes (1840) de Carlyle. También visitó París durante los días de la Revolución de febrero y las sangrientas «Jornadas de junio». Cuando llegó, vio los elementos que se utilizaron con el fin de cortar árboles en los levantamientos de febrero —árboles utilizados para crear barricadas—. El 21 de mayo estuvo en el Campo de Marte en el medio de la masiva celebración para la concordia, paz y trabajo. Escribió en su diario: 

A fin de año veremos si la revolución valió los árboles cortados.

Sobre estos viajes imprimirá su libro de viajes English Traits (Rasgos ingleses, 1856). A su vuelta abogó públicamente en favor del abolicionismo.
En febrero de 1852 Emerson, James Freeman Clarke y William Ellery Channing editaron el conjunto de trabajos y cartas de Margaret Fuller, muerta en 1850. En la semana de su muerte, su editor del New York Tribune, Horace Greeley sugirió a Emerson que una biografía de Fuller, que sería llamada Margaret and Her Friends, fuera preparada rápidamente «antes que el interés excitado por su triste muerte desaparezca». Publicada con el título de Memorias de Margaret Fuller Ossoli, las palabras de Fuller fueron duramente censuradas o reescritas. Los tres editores no estaban preocupados por la exactitud; creían ellos que el interés público por Fuller era temporal y que no sobreviviría como figura histórica. A pesar de eso fue un por tiempo la biografía más vendida de la época y hasta el fin del siglo XIX fue reeditada trece veces.

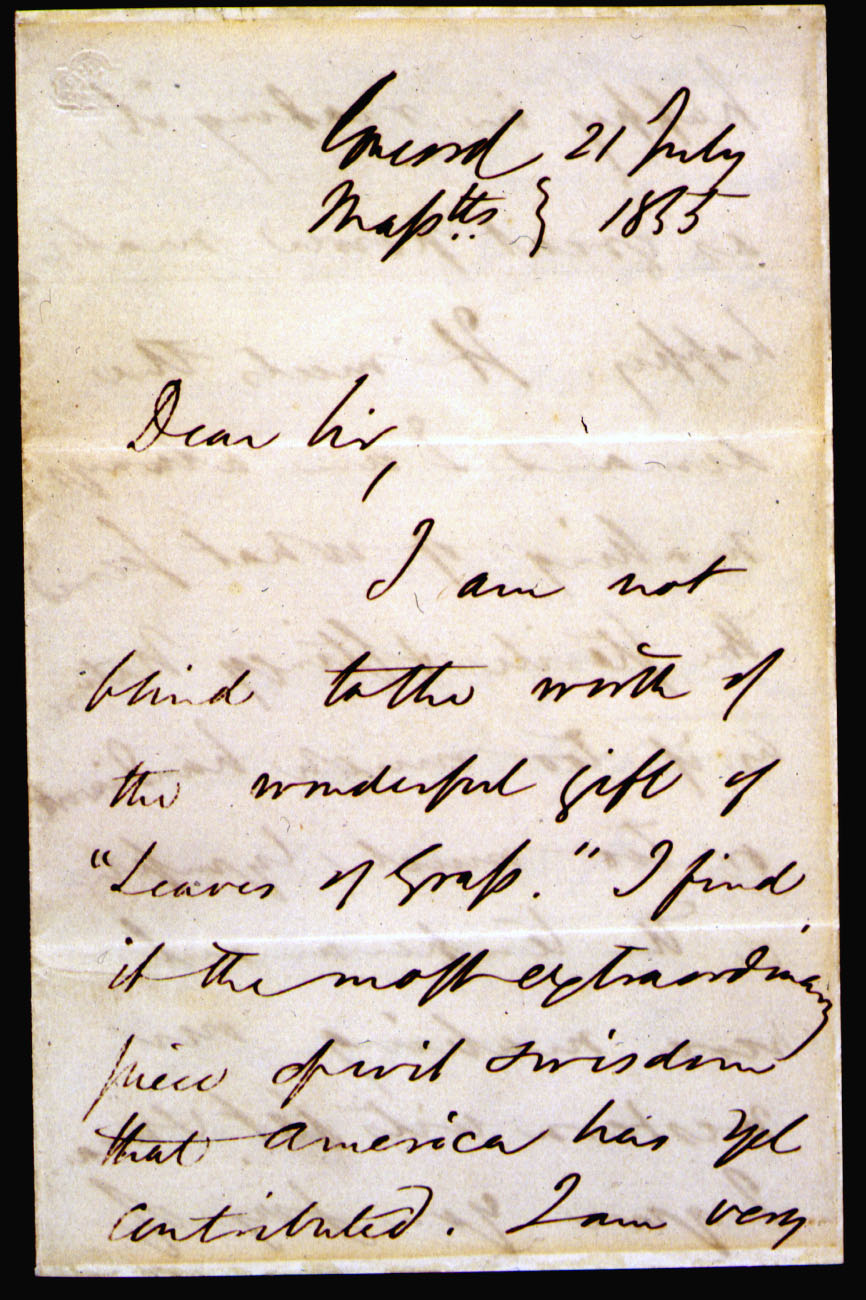
Primera página de la carta a Walt Whitman. «I am not blind to the worth of the wonderful gift of Leaves of Grass. I find it the most extraordinary piece of wit and wisdom that America has yet contributed».

En 1855 Walt Whitman publicó su innovadora colección de poesía Leaves of Grass, Hojas de hierba,y envió una copia a Emerson pidiéndole una opinión. Emerson respondió con una entusiasta carta de alabanza de cinco páginas. Esta aprobación de Emerson para 'Hojas de hierba' hizo que la obra fuese de gran interés, y convenció a Whitman para generar una nueva edición poco tiempo después. Esta edición llevaba una frase de la carta de Emerson, impresa en letras doradas sobre la cubierta, que decía: «Te bendigo en el comienzo de una gran carrera». Emerson tomó como ofensivo que su carta se haya hecho pública y más tarde fue crítico con el trabajo de Whitman. 
Emerson era acérrimamente antiesclavista, pero no apreciaba estar en el centro de atención pública sobre el tema y también era dubitante a la hora de conferenciar sobre el mismo. Dio, con todo, una serie de charlas durante los años previos a la Guerra Civil en 1837. Una parte de sus amigos y su familia eran más activistas en el abolicionismo que él en un principio, pero a partir de 1844 tomó un rol más activo en su oposición al esclavismo. Dio una serie de charlas y conferencias, y recibió a John Brown en su casa mientras duraron las visitas de Brown en Concord. Votó por Lincoln en 1860, pero Emerson se vio decepcionado cuando entendió que el presidente prefirió preservar la Unión que eliminar la esclavitud de raíz. Una vez que estalló la Guerra Civil de Norteamérica, Emerson hizo clara su creencia: pensaba que los esclavos debían ser inmediatamente liberados.
En 1860 publicó The Conduct of Life, su colección final de ensayos. En este libro, Emerson «debate con los temas más difíciles del momento» y «su experiencia en las filas de los abolicionistas fueron argumentos notables para sus conclusiones». En el ensayo que abre el libro, Destino, Emerson escribió: «La cuestión de todas las épocas se resolvió en una cuestión práctica sobre la conducta de la vida. ¿Cómo debo vivir?».
Emerson visitó Washington D. C. a fines de enero de 1862. Dio una conferencia pública en el Instituto Smithsoniano en la que declaró: «El sur llama a la esclavitud como una institución… Yo la llamo destitución. La emancipación es una demanda de la civilización.» Al día siguiente, el primero de febrero, su amigo Charles Sumner lo llevó a entrevistarse con Lincoln a la Casa Blanca. Lincoln conocía bien el trabajo de Emerson, y había presenciado su anterior conferencia. Las dudas de Emerson sobre Lincoln comenzaron a decrecer después de este encuentro. En 1865 habló en un servicio mortuorio en honor a Lincoln, diciendo: «Tan vieja como es la historia, y por lo múltiple de sus tragedias, dudo que alguna muerte haya causado tanto dolor como causó esta, o que cause en el futuro, ahora, en el momento de su anuncio». Emerson conoció también a altos funcionarios del gobierno, incluidos el Secretario de Guerra, el de Estado y el de la Armada.
Henry David Thoreau, su protegido, murió de tuberculosis a los 44 años, el 6 de mayo de 1862. Emerson dio el discurso de despedida. Más tarde se referiría a Thoreau como su mejor amigo, a pesar de una pequeña disputa que comenzó en 1849 luego de que Thoreau publicó A Week on the Concord and Merrimack Rivers. Otro amigo, Nathaniel Hawthorne, murió dos años después del fallecimiento de Thoreau. Emerson participó de la ceremonia de entierro de Hawthorne «en pompa soleada y verde» como escribiría Emerson. Fue elegido miembro de la Academia Estadounidense de las Artes y las Ciencias ese mismo año, 1864.

## Últimos años
En 1867 la salud de Emerson comenzó a declinar; escribió mucho menos en sus diarios. Entre el verano de 1871 y la primavera de 1872, comenzó a tener problemas de memoria y a sufrir de afasia. Hacia el final de la década por momentos olvidaba su nombre y cuando alguien le preguntaba cómo se sentía, respondía: «bastante bien; perdí mis facultades mentales, pero estoy perfecto».
Su casa en Concord se incendió el 24 de julio de 1872; Emerson pidió ayuda a unos vecinos y ya sin esperanzas de apagar el fuego, intentó salvar la mayor cantidad de objetos posibles. Sus amigos hicieron una colecta para la reconstrucción de la casa. El fuego marcó un antes y después en la carrera de conferenciante de Emerson; a partir de ese momento, solo daría conferencias en contadas ocasiones y frente a auditorios familiares y escasos.
Mientras su casa era reconstruida Emerson viajó a Inglaterra, a la Europa continental y a Egipto. Partió el 23 de octubre del 72, junto a su hija Ellen, mientras su esposa Lidian pasaba tiempo en The Old Manse junto a sus amigos. Emerson y su hija regresaron a los Estados Unidos en el barco Olympus el 15 de abril de 1873, junto a Charles Eliot Norton. El regreso de Emerson a la ciudad fue celebrado como un gran acontecimiento e incluso la escuela fue suspendida ese día.
A fines de 1874 publicó una antología de poesía titulada Parnassus, que incluía poemas de Anna Laetitia Barbauld, Julia Carolina Dorr, Jean Ingeloy, Lucy Larcom, Jones Very, Thoreau y muchos otros. No se conocen poemas recogidos de la obra de Whitman. La antología estuvo preparada hacia el otoño de 1871 pero fue retrasada por minucias de los publicistas que pretendían revisiones.
El problema con su memoria comenzó a perturbar a Emerson al punto de avergonzarlo, por lo que cesó sus apariciones en público hacia 1879 (tenía 76 años). Como escribió Colmes, «Emerson tiene miedo de confiar mucho en la sociedad, y tiene en cuenta las fallas de su memoria y las grandes dificultades que tiene para encontrar las palabras que desea. Es doloroso atestiguar sus momentos de pudor».
En abril de 1882 una repentina lluvia lo sorprendió mientras  caminaba. El frío era intenso. Dos días más tarde fue diagnosticado con neumonía. Murió una semana más tarde, el 27 de abril de 1882 en Concord y está enterrado en el cementerio de Sleepy Hollow, en Concord. Fue depositado en su ataúd llevando un manto blanco regalado por el escultor americano Daniel Chester French.

## Pensamiento
Las visiones religiosas de Emerson fueron consideradas radicales en su época. Creía que todas las cosas estaban relacionadas con Dios, y que por eso todas las cosas eran divinas. Los críticos creyeron que estaba corriendo la figura central del centro Dios; como dijo Henry Ware Jr. Emerson estaba en peligro al restarle valor «al Padre del Universo» y dejar tan solo «un grupo de chicos en un asilo para huérfanos». Emerson estuvo particularmente influenciado por la filosofía alemana y el criticismo bíblico. Sus puntos de vista, las bases del trascendentalismo, sugerían que Dios no tenía que revelar la verdad sino que la verdad podía ser intuitivamente experimentada desde la naturaleza, de manera directa. Su amor al cosmos era panteísta. O como escribió en su diario, «hay una confluencia entre el alma humana y todo lo que existe en el mundo».
Emerson no se convirtió en un fervoroso abolicionista hasta 1844, año en el que sus anotaciones demuestran un interés creciente por la esclavitud —que había comenzado en su juventud—, incluso soñando con ayudar para la liberación de los esclavos. En junio de 1856, poco después de que Charles Sumner, un senador estadounidense, fuese apaleado por su cercanía al abolicionismo, Emerson lamentó no haber estado tan cercano a la causa. Escribió. «Hay hombres que tan pronto cuando nacen toman una línea definida hacia el eje del inquisidor…Hermosa es la manera por la que estamos salvados de este inagotable suplemento de factor moral». Luego del ataque del verano, Emerson comenzó a decir de todo sobre la esclavitud. «Creo que nos debemos deshacer de la esclavitud, o nos debemos deshacer de la libertad», dijo en una charla en Concord ese mismo verano. Emerson usó al esclavismo como un ejemplo claro de la injusticia humana, especialmente en su rol como ministro. A comienzos del 38, provocado por el asesinato de un abolicionista llamado Elijah Parish Lovejoy, dio su primer discurso público en contra de la esclavitud. Como dijo, «Fue el otro día que el bravo Lovejoy puso el pecho a las balas de una multitud, por los derechos de libre expresión y opinión, y murió cuando era mejor no vivir». John Quincy Adams dijo que la turba asesina de Lovejoy «fue como unos de esos terremotos continentales». Sin embargo, Emerson sostendría que la reforma vendría más por un cambio de acuerdo moral que por la acción militar. En agosto de 1844, dando una conferencia en Concord, dejó en claro su apoyo al movimiento abolicionista. Afirmó: «Debemos íntimamente a este movimiento, y a sus continuadores, la discusión popular de cada uno de los puntos de la práctica ética».
Emerson pudo haber tenido varios pensamientos eróticos relacionados con hombres. Durante sus años de estudiante en Harvard, se vio atraído por un jovencito llamado Martin Gay sobre el cual escribió poesía de recargada sexualidad. Tuvo también varios affaires con mujeres a lo largo de su vida, obviando a sus esposas.
Como conferenciante y orador, Emerson —apodado «el sabio de Concord»— comenzó siendo la voz líder de la cultura intelectual americana. Herman Melville, quien conoció a Emerson en 1849, pensó que tenía un «defecto en la región del corazón» y una «autoconciencia tan intelectualmente intensa que en un comienzo uno duda de llamarla por su nombre», y más tarde admitiría que Emerson era «un gran hombre». Theodore Parker, un ministro y trascendentalista, notó su habilidad para influenciar e inspirar a los demás: «El brillante genio de Emerson surgió en las noches invernales, y se extendió por Boston, haciendo que los ojos de los jóvenes ingenuos se alzaran hacia aquel gran comienzo, una belleza y un misterio, que fascinó por aquel momento, mientras que les dio una inspiración eterna, les condujo hacia nuevos caminos y a nuevas esperanzas».
El trabajo de Emerson no solo influenció a sus contemporáneos como Whitman y Thoreau, sino que continuaría influenciando pensadores y escritores en los Estados Unidos y en todo el mundo hasta el momento. Nietzsche y William James reconocieron la influencia del «Sabio de Concord». También en Henri Bergson, cuyo élan vital es una transcripción literal de lo que él llamó vital force.
En su libro La religión americana Harold Bloom repetidamente se refiere a Emerson como «el profeta de la religión americana», lo que en el contexto del libro está relacionado con los credos americanos como el mormonismo y el cristianismo científico, que descollaban en tiempos de Emerson y también a líneas protestantes que Bloom asegura se han convertido en más conocedoras que sus contrapartes europeas. En The Western Canon, Harold Bloom compara a Emerson con Michel de Montaigne: «El único equivalente que yo conozco es releer indefinidamente los anotadores y diarios de Emerson, la versión americana de Montaigne». Varios de los poemas de Emerson fueron incluidos en la antología de Bloom The Best Poems of the English Language.

## Obras
| Prosa - Nature (1836) - The American Scholar (1837, un discurso en la Phi Beta Kappa Society en Harvard) - The Divinity School Address (1838) - Literary Ethics (1838) - Essays: First Series (1841); incluye Compensation, Self-Reliance, The Over-Soul and Circles. - The Transcendentalist (1841) - Lecture on the Times (1841) - Man the Reformer (1841) - The Conservative (1841) - The Method of Nature (1841) - The Transcendentalist (1842) - The Young American (1844) - Essays: Second Series (1844); incluye The Poet (El poeta), Experience (Experiencia), Politics y un segundo ensayo titulado Naturaleza. - Nature; Addresses and Lectures (1849) - Representative Men (1850; con ensayos sobre Swedenborg, Napoleón, Platón, Montaigne, Shakespeare y Goethe) - English Traits (1856) - The Conduct of Life (1860); incluye Fate y Power - Thoreau (1862); un homenaje a Henry David Thoreau - Society and Solitude (1870) - Letters and Social Aims (1876) - New England Reformers (1844). | Poesía A pesar de ser más reconocido como ensayista, Emerson también escribió y tradujo poemas. La poesía de Emerson incluye: - Poems (1847) — colección - May Day and Other Poems (1867) — colección - Selected Poems (1876) — colección - Threnody - Uriel - Works and Days - Concord Hymn (origen de la frase "The shot heard round the world", «El tiro se escuchó en el mundo entero»). - The Rhodora (1847) - Brahma - Days - Each and All - Experience - Fate - Give All to Love - Good-Bye - Hamatreya - Limits - Ode to Beauty - Parks and ponds - Terminus - The Past - The Snow-Storm - Water. |